# Us and Them (album Godflesh)
Us and Them è il quinto album in studio del gruppo industrial metal britannico Godflesh, pubblicato nel 1999.

## Tracce
1. I, Me, Mine – 5:20
2. Us and Them – 5:56
3. Endgames – 4:56
4. Witchhunt – 5:11
5. Whose Truth Is Your Truth? – 5:03
6. Defiled – 5:29
7. Bittersweet – 4:34
8. Nail – 4:09
9. Descent – 5:38
10. Controlfreak – 5:37
11. The Internal – 6:33
12. Live to Lose – 5:39

## Formazione
- G. C. Green – basso
- Justin Broadrick – chitarra, voce